# Il sindaco del Rione Sanità
Pour plus de détails, voir Fiche technique et Distribution.
Il sindaco del Rione Sanità (traduction littérale : « le maire du quartier Sanità ») est un film italien réalisé par Mario Martone, sorti en 2019. Il s'agit d'une adaptation de la pièce du même nom d'Eduardo De Filippo. Le film est en sélection officielle à la Mostra de Venise 2019. 

## Synopsis

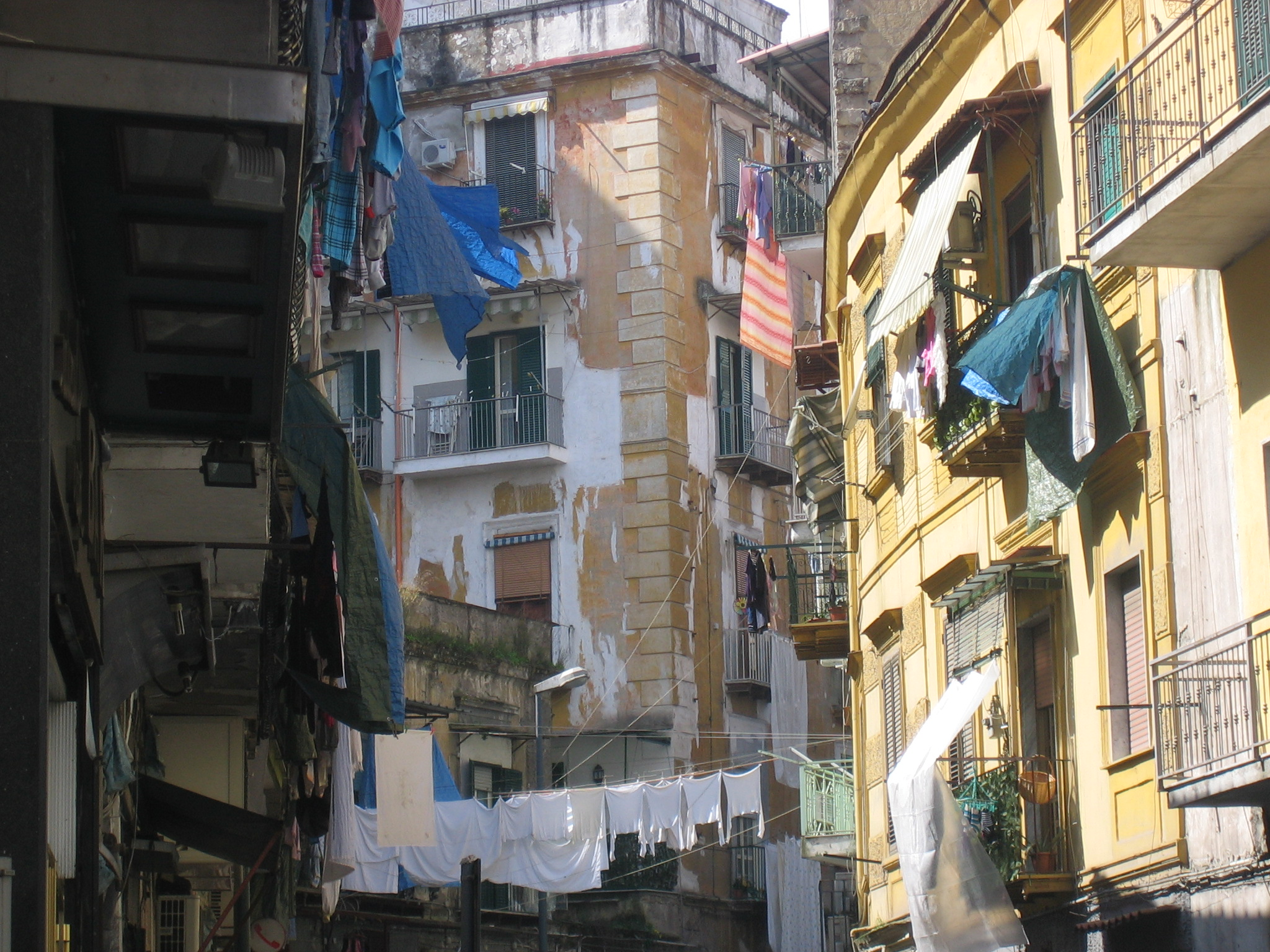
Vue du rione Sanità

Don Antonio Barracano est une figure respectée et crainte du rione Sanità de Naples, où il est connu comme « le maire ». Il s'occupe de régler les litiges et d'administrer la justice selon ses propres critères, à travers des méthodes parfois brutales.
Quand un garçon décidé à tuer son père demande son aide, Don Barracano revoit en lui la soif de vengeance qui, lorsqu'il était jeune, en a fait ce qu'il est aujourd'hui. Il décide d'intervenir, se mettant dans une situation périlleuse.

## Fiche technique
- Titre : Il sindaco del Rione Sanità
- Réalisation : Mario Martone
- Scénario : Mario Martone et Ippolita Di Majo d'après la pièce d'Eduardo De Filippo
- Photographie : Ferran Paredes
- Pays d'origine : Italie
- Genre : drame
- Date de sortie : 2019

## Distribution
- Massimiliano Gallo
- Francesco Di Leva : Antonio Barracano
- Roberto De Francesco
- Ernesto Mahieux
- Daniela Ioia
- Adriano Pantaleo
- Giuseppe M. Gaudino